# Lafeta Foster

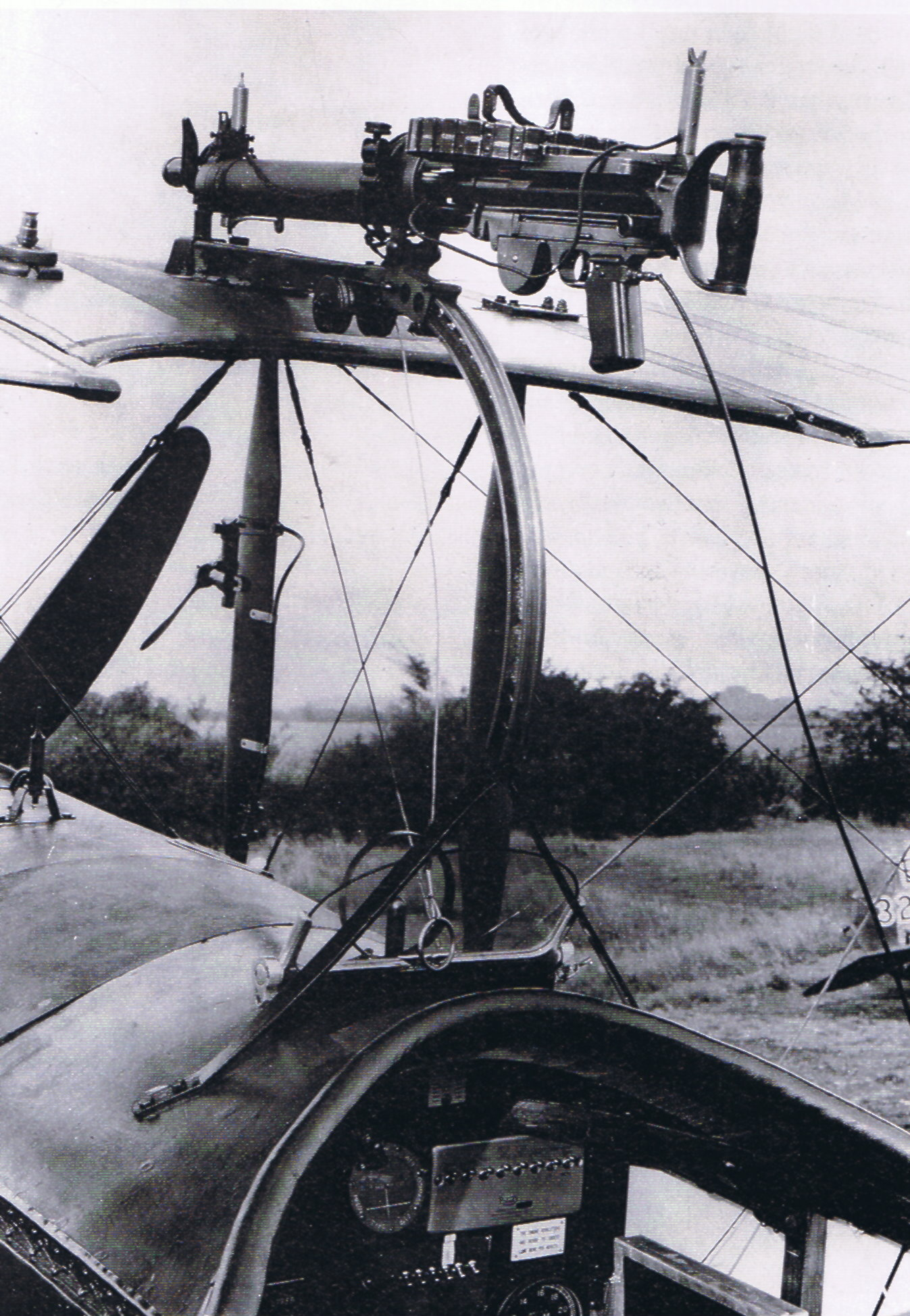
Kulomet Lewis na lafetě Foster nočního stíhacího Avro 504K. Tento letoun měl větší mezeru mezi hřbetem trupu a horním křídlem než většina jiných typů užívajících tuto lafetaci. Například u stroje S.E.5a byla kolejnice podstatně kratší a kulomet z kokpitu mnohem snadněji dostupný.

Lafeta Foster (anglicky Foster mounting) je označení pro kolejnicovou kulometnou lafetaci sestrojenou v roce 1916 seržantem R. G. Fosterem od 11. peruti RFC pro kulomet Lewis na horním křídle stíhačky Nieuport 11. Montáž umožňovala stažení kulometu dolů, takže se jeho závěr octl v dosahu pilota a značně mu usnadnil výměnu zásobníků nebo odstranění zádržek za letu.
Lafetace byla snadno upravitelná pro další typy dvouplošných stíhacích letounů užívaných britskými leteckými silami, zejména Nieuport 17, Nieuport 24 a S.E.5a, a stala se u nich, i dalších strojů, standardním vybavením. Její užití je v roce 1916 doloženo i u hornoplošníků Morane-Saulnier P 3. peruti RFC.
Ačkoliv to možná nebylo součástí původního konstrukčního záměru, lafetace umožnila kulometu Lewis střílet také směrem šikmo vzhůru, nikoliv pouze přímo vpřed, a útočit na nepřátelská letadla zezadu z jejich spodní polosféry, což byla oblíbená taktika esa Alberta Balla a předchůdkyně lafetace Schräge Musik, užívané na německých nočních stíhacích letounech za druhé světové války.

Pokud byl kulomet zaměřen přímo vpřed, byla jeho spoušť ovládána Bowdenovým lankem; při palbě šikmo vzhůru pilot uchopil pistolovou pažbičku kulometu aby zbraň stabilizoval a střelbu zahájil stisknutím spouště.
Jelikož palba kulometu byla vedena mimo okruh vrtule, kulomety na Fosterově lafetě  nevyžadovaly synchronizátor střelby. To bylo pro kulomet Lewis výhodou, neboť jeho konstrukce, střílející z otevřeného závěru, synchronizaci neumožňovala.
Lafeta Foster byla užívána také ve výzbroji některých nočních stíhaček, jelikož bylo zjištěno, že výšleh plamene z ústí hlavní synchronizovaných kulometů Vickers (instalovaných na trupu před kokpitem) mohl ve tmě pilota oslnit a tím dočasně připravit o zrak.
Dalším důvodem byly obavy z následků užití zápalného a tříštivého střeliva v trupových kulometech v případě selhání jejich synchronizace.
Lafetace mohla být užívána pouze na typech letounů vhodné konfigurace, a byla o něco méně stabilní a více vystavená vibracím než montáž kulometů na trupu, což vedlo k většímu rozsevu střelby.
Lafeta byla občas užívána i ve zdvojeném provedení, ačkoliv zpětný ráz a vibrace dvou současně střílejících Lewisů byly považovány za nebezpečnou zátěž pro jen lehce vyztužené centroplány tehdejších letounů.